# Newton-by-Tattenhall
Newton lub Newton-by-Tattenhall – osada i były civil parish w Anglii, w hrabstwie ceremonialnym Cheshire, w dystrykcie (unitary authority) Cheshire West and Chester, w civil parish Tattenhall and District/Hargrave and Huxley. Leży 12 km na południowy wschód od miasta Chester i 254 km na północny zachód od Londynu. W 2011 roku civil parish liczyła 131 mieszkańców.